# Municipio de Riverside (Nueva Jersey)
El municipio de Riverside (en inglés: Riverside Township) es un municipio ubicado en el condado de Burlington en el estado estadounidense de Nueva Jersey. En el año 2010 tenía una población de 8.079 habitantes y una densidad poblacional de 1.923,57 personas por km².

## Geografía
El municipio de Riverside se encuentra ubicado en las coordenadas 40°2′6″N 74°57′26″O / 40.03500, -74.95722.

## Demografía
Según la Oficina del Censo en 2000 los ingresos medios por hogar en el municipio eran de $43,358 y los ingresos medios por familia eran $52,479. Los hombres tenían unos ingresos medios de $36,556 frente a los $25,510 para las mujeres. La renta per cápita para la localidad era de $18,758. Alrededor del 8.2% de la población estaba por debajo del umbral de pobreza.